# 德意志齐柏林飞艇运输
德意志齐柏林飞艇运输（德語：Deutsche Zeppelin-Reederei GmbH，縮寫DZR）是一家商业载客运营齐柏林飞艇的有限责任公司。它成立于2001年，总部位于德国的腓特烈港。目前，这家公司是Zeppelin Luftschifftechnik下属的一个子公司，其主要运营齐柏林NT“次时代” （Zeppelin NT "Next Generation"）飞艇。截至2009年，DZR已经成功运载了超过5万5千名乘客。截止到2012年，该公司在每年3月至11月于德国南部运营着12条观光线路。除此之外，其也运营至其他特定城市的航线，並且還提供包机服务。
在20世界30年代中期，德意志齐柏林飞艇运输（DZR）是一个总部设于法兰克福的商业航空公司，它运营的齐柏林飞艇主要用于跨大西洋的商业客運。著名的兴登堡号飞艇就曾隸屬於該公司。尽管其于1938年启用了一艘新飞艇并预定了另外一艘，但在1937年的兴登堡空难之后，此公司關閉了跨大西洋的航線。随着扩张运营的计划因第二次世界大战的爆发而宣告破产，此公司旗下所属的齐柏林飞艇于1940年被废弃。因爲兩家公司的名称一模一样，今天的DZR自认为它自己是老DZR的继承者。

## 历史

### 德国飞艇旅行公司 （1908–1934）
德国飞艇旅行公司(德語：Deutsche Luftschiffahrts-Aktiengesellschaft; 英文: German Airship Transportation Corporation Ltd)缩写为DELAG，成立于1909年11月16日，是齐柏林公司旗下的一个子公司，主要负责商业化飞艇旅行。在1910年启用了LZ 7 “德国”号飞艇之后，它成了世界上第一个以营利为目的的载客航空公司。德国飞艇旅行公司最一开始的航班大部分都是观光旅行，到1919年，它已经确定了往返柏林和法兰克福，途中经停慕尼黑的定期航线。在1910年至第一次世界大战爆发这段时间内，德国飞艇旅行公司已经在1588次航行中搭载了超过34028名乘客。

### 老德意志齐柏林飞艇运输（1935–1940）

德意志齐柏林飞艇运输的旗帜，1935年

#### 成立
用德意志齐柏林飞艇运输取代德国飞艇旅行公司有着政治上和商业上的原因。齐柏林公司 (LZ)的主席雨果·埃克纳因本准备在1932年总理选举上作为希特勒的对手而受到了纳粹的厌恶。当埃克纳反对纳粹政府将齐柏林飞船用作政治宣传用途时，德国航空部长赫尔曼·戈林坚持创建一个新的公司来增加纳粹党对齐柏林公司的控制。而一场在戈林与宣传部长約瑟夫·戈培爾之间的竞争也起到了催化作用。让事情更复杂化的是齐柏林公司当时总是发生亏损，因此急需现金注入，特别是急需现金完成兴登堡号的建造工作。
在种种原因的作用下，德意志齐柏林飞艇运输于1935年3月22日成立，它由齐柏林公司，帝國航空部以及德意志汉莎航空公司（Deutsche Lufthansa A.G.）联合所有。齐柏林公司的资本认购主要通过它旗下的两艘飞艇：LZ 127齐柏林伯爵号和LZ 129兴登堡号来完成。而剩下的资金则差不多都是由帝国航空部和DLH完成注入。作为交换，德意志齐柏林飞艇运输同意按照以下比例分配控制权：
| 1953年德意志齐柏林飞艇运输的股东              | 德国马克 （百万） |
| --------------------------------------------- | ----------------- |
| 齐柏林公司（Luftschiffbau Zeppelin GmbH）     | 5.7               |
| 德意志汉莎航空公司（DLH）                     | 0.4               |
| 帝國航空部 （RLM） *股份以信托的方式由DLH持有 | 3.45              |
| 总资本                                        | 9.55              |

德意志齐柏林飞艇运输的第一位首席执行官是Ernst Lehmann，而雨果·埃克纳则成了公司主席。埃克纳之所以接受这个职位是因为它仍能够让他对齐柏林飞艇保有某种程度上的控制权。除了纳粹的影响之外，德意志齐柏林飞艇运输的运营与其他的公司并没有什么不同。公司的董事会包括了Albert Hofmann Mühlig (RLM)，Carl August Freiherr von Gablenz (DLH)和Martin Vronsky (DLH)。他们的最初任务之一是重整德国的跨大西洋旅行社系统。为此，处于垄断地位的漢堡－美洲公司（HAPAG）因而成立。

#### 早年的成功（1935至1937年）

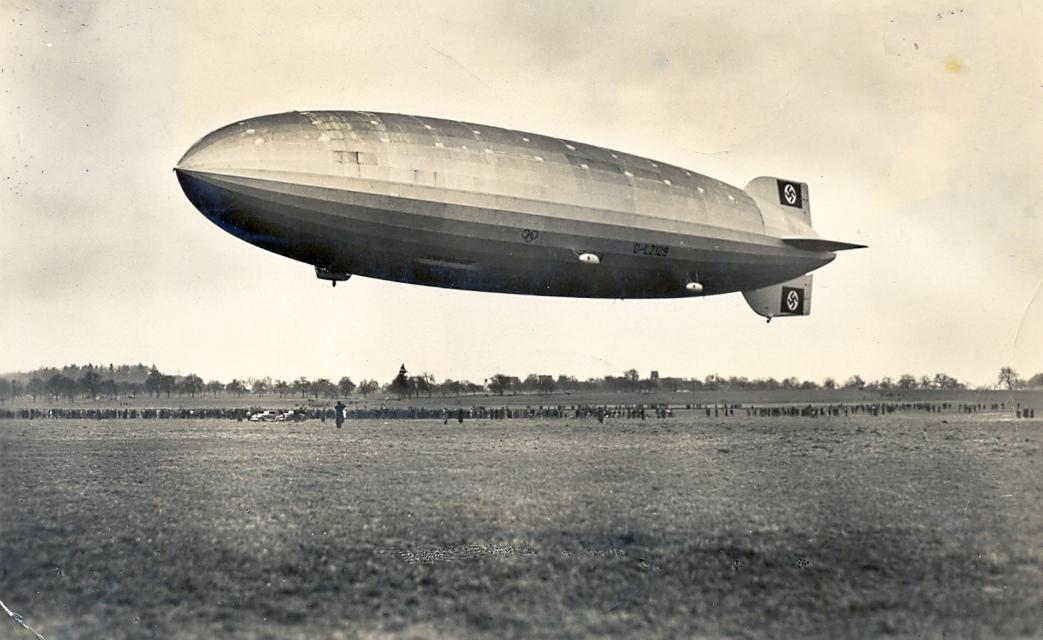
LZ129在被命名为“兴登堡号”之前的示范性飞行，1936年

德意志齐柏林飞艇运输于1935年3月22日接管了齐柏林伯爵号飞艇的南美航班服务。1936年3月19日，兴登堡号飞艇被授权参与载客服务，并移交给了德意志齐柏林飞艇运输，这让德意志齐柏林飞艇运输能够维持定期的南美以及北美航线。在此之后，新法兰克福机场开始建造第二间飞艇仓库以及提供给员工的住宅。1936年6月30日，德意志齐柏林飞艇运输以550万德国马克订购了兴登堡号飞艇的姊妹号：齐柏林伯爵二号。该飞艇的建造工程预计于1937年10月完成。在1935年到1936年之间，德意志齐柏林飞艇运输的收益分成从47%升至57%。因此，第三帝国对公司的经济支持从53%减少到了43%。在1937财年伊始，监事会和股东的会议于1936年12月16日批准了对另一艘飞艇（LZ 131）的采购协议，这项协议金额高达630万德国马克，而这显示了对公司未来经营的高度信心。

#### 兴登堡空难（1937年）
1937年5月6日，兴登堡号在降落于莱克湖时着火并发生爆炸，这场事故夺去了包括首席执行官Ernst Lehmann在内的35人得生命。这场事故也改变了德意志齐柏林飞艇运输的命运，兴登堡号本身的损失由保险公司赔付，总价高达600万德国马克的保险金被全款交予公司，但这件事故所造成的乘客减少以及盈利降低则没有得到补偿。公众对搭乘齐柏林飞艇旅行的信心也被这场事故所击碎，齐柏林伯爵号在于1937年5月8日从巴西飞回德国之后马上被收回了仓库。
很明显，解决这个问题的关键在于将容易着火的氢气换成不易着火的氦气。但是，氦气只能于美国生产，这种气体异常昂贵且自1927年起就被美国政府禁止出口。使用氦气的美国飞艇也被要求不惜一切代价保护气体，而这影响了飞艇的运营。最终，德意志齐柏林飞艇运输在1938年美国与纳粹德国关系蜜月期申请进口许可时遭受的延迟也让气体进口的希望随着两国关系的恶化而落了空。无论如何， 氦气的价格也很有可能会让维拉德运营变得不可盈利，特别是在与新飞行艇的竞争下，这种可能变得越发渺茫。

#### 后期运营（1938至1939年）
齐柏林伯爵二号最终于1938年9月交付使用。德意志齐柏林飞艇运输董事会于1939年的年度报告中指出，只要能向公众证明齐柏林飞艇的安全性，它们仍然是有市场的。而一系列的试运行和航空邮件飞艇都得到了帝国航空部以及德国邮政局的批准。其中一次飞行是在德奥合并之后飞往奥地利的中等距离飞行。在接下来的11个月中，齐柏林伯爵二号在全欧进行了30次实验，推广以及宣传性飞行。随着第二次世界大战的爆发，它于1939年8月20日进行了最后一次飞行，它从未被投入跨大西洋航行，虽然这是它当初的建造目的。德意志齐柏林飞艇运输的命运于1940年3月4日得到了最终决定，航空部长赫尔曼·戈林宣布将齐柏林伯爵号，齐柏林伯爵二号以及尚未完成的LZ 131飞艇解体并熔化以重新用于德国军用飞机的制造中。在1940年5月6日，德意志国防军的一个拆除小分队摧毁了位于法兰克福机场的机库设施，为德意志齐柏林飞艇运输公司的命运画上了句号。

### 新德意志齐柏林飞艇运输（2001–至今）
德意志齐柏林飞艇运输（DZR）于2001年1月作为原航空公司的接替者而成立。以D-LZZF"腓特烈港"为名注册的第一艘飞艇原型机齐柏林NT（SN 01）为德意志齐柏林飞艇运输展示了几场实验性的飞行。2001年6月2日，它搭载邮件起飞，这是在过去的70多年里第一次飞艇邮政飞行。
第一艘正式生产的飞艇为齐柏林NT（SN 02）。符腾堡公爵卡尔二世在2001年8月10日将其命名为“博登湖”号，而这个名字与1920年代的LZ 120飞艇名字相同。博登湖号由德国联邦民用航空局（德語：Luftfahrt-Bundesamt）在8月14日取得了D-LZZR作为其注册号。第二天，它于博登湖开始了第一次商业飞行。2002年，该飞艇增加了服务线路，并且开辟了前往柏林和斯图加特的航线。
2003年2月8日，第二艘正式生产型齐柏林NT飞艇（SN 03）以“巴登-符腾堡号飞艇”为名注册，注册号为D-LZZF。2003年6月，它首次启程前往图林根并在7月飞抵巴特洪堡，这是自1913年首艘帝国飞艇造访之后90年来第一艘造访该市的飞艇。10月，巴登-符腾堡号飞艇新增了数个飞行目的地，包括有拉芬斯堡、赛伦以及新天鹅堡。
2003年，新德意志齐柏林飞艇运输取得了夜晚目视飞行规则（NVFR）的认证。2004年3月，它成了全球第一个得到飞艇驾驶学校认证的公司。被用于训练和包机服务的原型机腓特烈港号在2005年飞往南非为戴比尔斯进行测量工作。它于2007年在波札那降落时受到旋风吹袭而遭受了很大损坏，现已不参与运营。博登湖号于2004年被售予日本飞艇公司并重命名为JA101Z“欢迎光临！日本” （Yokoso! Japan）。但它在日本的运营并不成功，而飞艇也于2010年被售回了德意志齐柏林飞艇运输。它于2012年起以“博登湖号”的名称被重新投入运营。

## 德意志齐柏林飞艇运输所属飞艇
| 飞艇名称           | 登记号   | 所属飞艇种类     | 建造年份 | 服务年份            | 注释 | 图片 |
| ------------------ | -------- | ---------------- | -------- | ------------------- | --- | ---- |
| 齐柏林伯爵号飞艇   | D-LZ 127 | 齐柏林伯爵级飞艇 | 1928     | 1935–1937           | 历史上第一艘飞行超过100万英里的飞行器。 在兴登堡空难后于1937年5月8日降落，并于1940年3月被废弃。                                                  |      |
| 兴登堡号飞艇       | D-LZ 129 | 兴登堡级飞艇     | 1936     | 1936–1937           | 35次跨大西洋飞艇，总飞行次数为63次。 1937年5月6日毁于空难。                                                                                      |      |
| 齐柏林伯爵二号飞艇 | D-LZ 130 | 兴登堡级飞艇     | 1938     | 1938–1939           | 于欧洲进行了30次示范性飞行，邮件以及宣传飞行。未曾搭载付费乘客。 1940年5月被废弃。                                                               |      |
| 腓特烈港号飞艇     | D-LZFN   | 齐柏林NT N07-100 | 1997     | 2001–2005 2012–至今 | 原型机，飞行员训练机，宣传用飞艇，包机服务。 于2005年飞往非洲。2007年因旋风受损，现已拆卸。 2012年，一艘取代它的飞艇也以D-LZFN注册，并开始运营。 |      |
| 博登湖号飞艇       | D-LZZR   | 齐柏林NT N07-100 | 2001     | 2001–2004 2012–至今 | 于2004年被卖给日本，2011年被售回德意志齐柏林飞艇运输。 运营中                                                                                    |      |
| 巴登-符腾堡号飞艇  | D-LZZF   | 齐柏林NT N07-100 | 2003     | 2003–至今           | 运营中 |      |